# 노트필기
노트필기는 수업을 들으면서, 또는 수업을 들은 후에 배운 것을 공책이나 컴퓨터 문서 등을 통해 정리해두는 것을 말한다. 어떤 종류의 공부이건 중요한 내용을 정리해두는 행동은 필수적이며, 효율적인 학습에 많은 도움이 된다. 한번 깔끔하게 만들어둔 노트는 단기적으로 학교 시험 또는 자격증 시험 등에 도움이 되지만, 만약 공부하는 주제가 상급 학교에서도 이어진다면 장기적으로도 활용할 수 있다. 예를 들어 고등학교 때 배웠던 물리 교과목에 대해 노트를 만들어 뒀다고 할 때, 노트를 버리지 않고 대학교 물리 수업을 들을 때 내용을 확장하고 보충할 수 있다. 이렇게 하면 같은 주제에 대해 시간을 훨씬 절약해서 공부할 수 있는 장점이 있다.
노트필기를 공책에 할 것인지, 컴퓨터에 할 것인지에 따라 각각의 장단점이 있다. 공책에 한다면 디지털 도구에 대해 따로 배우지 않아도 손쉽게 쓸 수 있다는 장점이 있지만, 대규모 수정이나 이미 쓴 노트에 새로운 내용을 삽입하는 것이 힘들다는 단점이 있다. 분실 시에는 곤란해지며, 배우는 과목이 많은 경우 들고 다니기가 불편하다. 컴퓨터로 하는 필기의 경우 장점은 공책에 하는 필기의 단점을 극복시켜준다는 점이다. 그러나 디지털로 하는 노트필기의 경우 사용하는 컴퓨터나 스마트폰이 고장나는 경우, 또는 소프트웨어의 버그로 인해 만들어둔 필기를 잃어버릴 수 있는 등의 단점이 있다.

## 같이 보기
- 코넬 노트